# Edmund James Flynn
Pour les articles homonymes, voir Flynn.
Edmund James Flynn, né le 16 novembre 1847 à Percé et mort le 7 juin 1927 à Québec, est un avocat, juge et homme politique québécois. Il est premier ministre du Québec du 11 mai 1896 au 24 mai 1897.

## Biographie
Edmund James Flynn poursuit des études à Québec au Petit Séminaire de Québec puis à l'Université Laval. Il est admis au Barreau du Québec le 16 septembre 1873. Il exerce sa profession d'avocat dans différents cabinets. Il est également professeur agrégé et licencié en droit et professeur de droit romain à l'Université Laval.
En 1879, il rejoint les rangs du Parti conservateur du Québec. Sous le gouvernement de Joseph-Adolphe Chapleau, il détient le poste de commissaire des Terres de la Couronne. Sous celui de John Jones Ross, il devient commissaire des Chemins de fer. Il reprend son poste de commissaire des Terres de la Couronne sous les gouvernements Boucher de Boucherville et Taillon. Il est premier ministre du Québec du 11 mai 1896 au 24 mai 1897. Ceci marque la dernière fois que le Parti conservateur détient le pouvoir au Québec. Par la suite, il reste chef du Parti conservateur jusqu'à sa défaite dans sa circonscription aux élections de 1904.
Après sa mort à Québec le 7 juin 1927 à l'âge de 79 ans, il est enterré au cimetière Notre-Dame-de-Belmont à Sainte-Foy (Québec).

## Hommages
La rue Flynn est nommée en son honneur à Québec.

## Résultats électoraux

### Résultats électoraux
|       | Nom                     | Parti        | Nombre de voix | %     | Maj. |
| ----- | ----------------------- | ------------ | -------------- | ----- | ---- |
|       | Pierre Fortin (sortant) | Conservateur | 1 073          | 57 %  | 263  |
|       | Edmund James Flynn      | Libéral      | 810            | 43 %  | -    |
| Total | Total                   | Total        | 1 883          | 100 % |      |

|       | Nom                     | Parti        | Nombre de voix | %      | Maj. |
| ----- | ----------------------- | ------------ | -------------- | ------ | ---- |
|       | Pierre Fortin (sortant) | Conservateur | 984            | 52,2 % | 83   |
|       | Edmund James Flynn      | Libéral      | 901            | 47,8 % | -    |
| Total | Total                   | Total        | 1 885          | 100 %  |      |

|       | Nom                          | Parti   | Nombre de voix    | %                 | Maj.              |
| ----- | ---------------------------- | ------- | ----------------- | ----------------- | ----------------- |
|       | Edmund James Flynn (sortant) | Libéral | (sans opposition) | (sans opposition) | (sans opposition) |
| Total | Total                        | Total   | -                 | -                 |                   |

|       | Nom                          | Parti        | Nombre de voix    | %                 | Maj.              |
| ----- | ---------------------------- | ------------ | ----------------- | ----------------- | ----------------- |
|       | Edmund James Flynn (sortant) | Conservateur | (sans opposition) | (sans opposition) | (sans opposition) |
| Total | Total                        | Total        | -                 | -                 |                   |

|       | Nom                          | Parti        | Nombre de voix    | %                 | Maj.              |
| ----- | ---------------------------- | ------------ | ----------------- | ----------------- | ----------------- |
|       | Edmund James Flynn (sortant) | Conservateur | (sans opposition) | (sans opposition) | (sans opposition) |
| Total | Total                        | Total        | -                 | -                 |                   |

|       | Nom                          | Parti        | Nombre de voix | %      | Maj. |
| ----- | ---------------------------- | ------------ | -------------- | ------ | ---- |
|       | Edmund James Flynn (sortant) | Conservateur | 1 216          | 84,2 % | 988  |
|       | John Slous                   | Libéral      | 228            | 15,8 % | -    |
| Total | Total                        | Total        | 1 444          | 100 %  |      |

|       | Nom                          | Parti        | Nombre de voix    | %                 | Maj.              |
| ----- | ---------------------------- | ------------ | ----------------- | ----------------- | ----------------- |
|       | Edmund James Flynn (sortant) | Conservateur | (sans opposition) | (sans opposition) | (sans opposition) |
| Total | Total                        | Total        | -                 | -                 |                   |

|       | Nom                          | Parti        | Nombre de voix | %      | Maj. |
| ----- | ---------------------------- | ------------ | -------------- | ------ | ---- |
|       | Achille-Ferdinand Carrier    | Libéral      | 1 576          | 55,1 % | 290  |
|       | Edmund James Flynn (sortant) | Conservateur | 1 286          | 44,9 % | -    |
| Total | Total                        | Total        | 2 862          | 100 %  |      |

|       | Nom                                 | Parti        | Nombre de voix | %      | Maj. |
| ----- | ----------------------------------- | ------------ | -------------- | ------ | ---- |
|       | Edmund James Flynn                  | Conservateur | 1 873          | 61,5 % | 702  |
|       | Achille-Ferdinand Carrier (sortant) | Libéral      | 1 171          | 38,5 % | -    |
| Total | Total                               | Total        | 3 044          | 100 %  |      |

|       | Nom                           | Parti        | Nombre de voix | %      | Maj. |
| ----- | ----------------------------- | ------------ | -------------- | ------ | ---- |
|       | Edmund James Flynn            | Conservateur | 1 157          | 52,3 % | 103  |
|       | Louis-Félix Pinault (sortant) | Libéral      | 1 054          | 47,7 % | -    |
| Total | Total                         | Total        | 2 211          | 100 %  |      |

|       | Nom                          | Parti        | Nombre de voix | %      | Maj. |
| ----- | ---------------------------- | ------------ | -------------- | ------ | ---- |
|       | Edmund James Flynn (sortant) | Conservateur | 1 430          | 50,2 % | 11   |
|       | Charles-Albert Marcil        | Libéral      | 1 419          | 49,8 % | -    |
| Total | Total                        | Total        | 2 849          | 100 %  |      |

|       | Nom                | Parti        | Nombre de voix | %      | Maj. |
| ----- | ------------------ | ------------ | -------------- | ------ | ---- |
|       | Edmund James Flynn | Conservateur | 2 366          | 50,4 % | 41   |
|       | Charles Milot      | Libéral      | 2 325          | 49,6 % | -    |
| Total | Total              | Total        | 4 691          | 100 %  |      |

### Résultats électoraux du Parti conservateur du Québec sous Flynn
| Partis | Partis                   | Chef                     | Candidats | Sièges | Sièges | Voix    | Voix   | Voix    |
| Partis | Partis                   | Chef                     | Candidats | 1892   | Élus   | Nb      | %      | +/-     |
| --- | ------------------------ | ------------------------ | --------- | ------ | ------ | ------- | ------ | ------- |
| | Libéral                  | Félix-Gabriel Marchand   | 72        | 21     | 51     | 120 300 | 53,3 % | +9,63 % |
| | Conservateur             | Edmund James Flynn       | 67        | 51     | 23     | 98 941  | 43,8 % | -8,59 % |
| | Libéral indépendant      | Libéral indépendant      | 6         | -      | -      | 2 891   | 1,3 %  | +0,17 % |
| | Conservateur indépendant | Conservateur indépendant | 2         | 1      | 0      | 2 210   | 1 %    | +0,34 % |
| | Ouvrier                  |                          | 1         | -      | -      | 388     | 0,2 %  | -0,99 % |
| | Indépendant              | Indépendant              | 1         | -      | -      | 1 049   | 0,5 %  | +0,45 % |
| Total | Total                    | Total                    | 149       | 73     | 74     | 225 779 | 100 %  |         |
| Le taux de participation lors de l'élection était de 68,9 % et 2 393 bulletins ont été rejetés. Il y avait 338 800 personnes inscrites sur la liste électorale pour l'élection, toutefois seules 331 020 personnes avaient plus d'un candidat dans leur district. |                          |                          |           |        |        |         |        |         |

| Partis | Partis                   | Chef                     | Candidats | Sièges | Sièges | Voix    | Voix   | Voix    |
| Partis | Partis                   | Chef                     | Candidats | 1897   | Élus   | Nb      | %      | +/-     |
| --- | ------------------------ | ------------------------ | --------- | ------ | ------ | ------- | ------ | ------- |
| | Libéral                  | Simon-Napoléon Parent    | 74        | 51     | 67     | 54 957  | 53,1 % | -0,13 % |
| | Conservateur             | Edmund James Flynn       | 33        | 23     | 7      | 43 277  | 41,9 % | -1,97 % |
| | Libéral indépendant      | Libéral indépendant      | 4         | -      | -      | 2 906   | 2,8 %  | +1,53 % |
| | Conservateur indépendant | Conservateur indépendant | 2         | -      | -      | 1 438   | 1,4 %  | +0,41 % |
| | Indépendant              | Indépendant              | 1         | -      | -      | 824     | 0,8 %  | +0,34 % |
| Total | Total                    | Total                    | 114       | 74     | 74     | 103 402 | 100 %  |         |
| Le taux de participation lors de l'élection était de 67,8 % et 1 020 bulletins ont été rejetés. Il y avait 350 517 personnes inscrites sur la liste électorale pour l'élection, toutefois seules 153 998 personnes avaient plus d'un candidat dans leur district. |                          |                          |           |        |        |         |        |         |

| Partis | Partis              | Chef                  | Candidats | Sièges | Sièges | Voix    | Voix   | Voix     |
| Partis | Partis              | Chef                  | Candidats | 1900   | Élus   | Nb      | %      | +/-      |
| --- | ------------------- | --------------------- | --------- | ------ | ------ | ------- | ------ | -------- |
| | Libéral             | Simon-Napoléon Parent | 74        | 67     | 67     | 62 889  | 55,4 % | +2,28 %  |
| | Conservateur        | Edmund James Flynn    | 21        | 7      | 7      | 30 331  | 26,7 % | -15,12 % |
| | Libéral indépendant | Libéral indépendant   | 18        | -      | -      | 14 236  | 12,5 % | +9,74 %  |
| | Ouvrier             |                       | 3         | -      | -      | 4 796   | 4,2 %  | -        |
| | Ligue nationaliste  |                       | 1         | -      | -      | 1 201   | 1,1 %  | -        |
| Total | Total               | Total                 | 117       | 74     | 74     | 113 453 | 100 %  |          |
| Le taux de participation lors de l'élection était de 53,5 % et 1 018 bulletins ont été rejetés. Il y avait 382 143 personnes inscrites sur la liste électorale pour l'élection, toutefois seules 213 958 personnes avaient plus d'un candidat dans leur district. |                     |                       |           |        |        |         |        |          |